# شو هونغ
شو هونغ (بالصينية: 徐弘) (14 مايو 1968 بلياونينغ في الصين - ) هو مدرب كرة قدم ولاعب كرة قدم صيني في مركز الدفاع. شارك مع منتخب الصين لكرة القدم. أما مع النوادي، فقد لعب مع نادي داليان شيده وLiaoning F.C. ‏.

## وصلات خارجية
- شو هونغ على موقع قاعدة بيانات كرة القدم.إي يو (الإنجليزية)
- شو هونغ على موقع ناشيونال فوتبول تيمز (الإنجليزية)